# 471 a. C.
El año 471 a. C. fue un año del calendario romano prejuliano. En el Imperio romano se conocía como el Año del consulado de Sabino y Barbado (o menos frecuentemente, año 283 Ab urbe condita). 

## Acontecimientos

### Grecia
- Tercera guerra médica
- Temístocles es condenado al ostracismo.
- Naxos intenta separarse de la Liga de Delos, pero se le obliga por la fuerza a regresar a ella.

### República Romana
- Lex Publilia. Los tribunos se elevan de dos (2) a cinco (5).

## Nacimientos
- Tucídides, historiador griego.